# 沙海参
沙海参（学名：Holothuria arenicola）为海参科海参属的动物。分布于西从红海、桑给巴尔、马达加斯加起、东到夏威夷、加拉巴哥斯群岛、西印度群岛、巴拿马、台湾岛以及中国大陆的西沙群岛等地，主要穴居在珊瑚礁内的沙内。该物种的模式产地在菲律宾群岛。